# Sabre sur la Corée
Sabre sur la Corée est la première histoire des aventures de la série Buck Danny "Classic". Elle est publiée pour la première fois sous forme d'album en 2013 puis dans le journal Spirou du no 3955 au no 3960 en 2014. L'histoire est scénarisée par Frédéric Zumbiehl et dessinée par Jean-Michel Arroyo.
En décembre 2013, Zéphyr lance Buck Danny « Classic », en coéditions avec Dupuis. Il s'agit, en parallèle de la série régulière, d'albums réalisés dans le style et l'époque des Buck Dany originaux et s'intercalant entre des albums de Jean-Michel Charlier et Victor Hubinon.
En juin 2014, Zéphyr est racheté par les éditions Dupuis et devient un des labels du groupe.

## Résumé
Vers 1950 durant la guerre de Corée, Buck, Sonny et Tumbler testent la toute dernière version du chasseur à réaction F-86E Sabre sur la base d’Edwards lorsqu’ils sont envoyés en Corée pour finir les essais de l’appareil en combat contre les redoutables MiG-15 communistes. Mais Staline, qui connait des améliorations du Sabre, décide, pour garder la maitrise du ciel, d’envoyer secrètement une escadrille de ses meilleurs pilotes rejoindre les rangs nord-coréens et chinois. Leur chef, le colonel Korsakoff, un as de la chasse, saute sur l’occasion : il deviendra célèbre en abattant Buck Danny, le plus grand pilote US ! Grâce au réseau d’espions et de saboteurs du NKVD, il échafaude un plan machiavélique afin de faire tomber Buck dans un terrible piège.

## Avions
- F-86E Sabre
- Douglas C-124 Globemaster II
- Boeing B-29 Superfortress
- F-86A Sabre
- MiG-15
- Antonov An-2
- Sikorsky H-5
- Grumman F9F Panther
- Douglas AD Skyraider
- Chance Vought F4U Corsair

## Historique
Pendant la guerre de Corée, le Sabre était le seul chasseur suffisamment performant et manœuvrable face aux MiG-15 du camp adverse. Toutefois, les MiG affichaient de meilleures performances en matière de vitesse ascensionnelle et à haute altitude, et disposaient d'un armement plus lourd. L'entraînement des pilotes américains était en revanche nettement supérieur, même si un certain nombre de pilotes de MiG étaient d'anciens pilotes de chasse russes expérimentés ayant participé à la Seconde Guerre mondiale. Le nombre exact de victoires est inconnu, chaque camp citant des chiffres différents. Ainsi, les Américains déclarent environ 800 victoires sur les MiG-15 pour une centaine de Sabre perdus en mission. De leur côté, les Soviétiques ont déclaré avoir perdu 345 avions (ce chiffre ne prenant pas en compte les pertes chinoises et nord-coréennes) et proclament un taux de victoires de 2 contre 1 en leur faveur.